# Livia de colonis
La lex Livia de colonis va ser una antiga llei romana establerta a proposta del tribú de la plebs Marc Livi Drus. La Livia de colonis data de l'any 116 aC, però en realitat és del 122 aC quan van ser cònsols Gai Fanni Estrabó i Gneu Domici Ahenobarb. Aquesta llei establia dotze colònies amb tres mil colons pobres cadascuna.